# New Material
New Material  — третий студийный альбом канадской панк-рок-группы Preoccupations (Viet Cong в 2012—2015 годах), изданный 23 марта 2018 года на лейблах Flemish Eye в Канаде и Jagjaguwar в США.
Альбом получил положительные отзывы музыкальной критики и интернет-изданий.

## Отзывы
| Совокупная оценка | Совокупная оценка |
| Источник          | Оценка            |
| ----------------- | ----------------- |
| AnyDecentMusic?   | 7.0/10            |
| Metacritic        | 73/100            |
| Оценки критиков   |                   |
| Источник          | Оценка            |
| AllMusic          | [ 1 ]             |
| Clash             | [ 4 ]             |
| Exclaim!          | 6/10              |
| No Ripcord        | 7/10              |
| Paste             | 8.1/10            |
| Pitchfork         | 7.6/10            |
| PopMatters        | [ 9 ]             |
| Q                 | [ 10 ]            |
| Sputnikmusic      | 2.9/5             |

Альбом получил положительные отзывы музыкальной критики и интернет-изданий. Агрегационный сайт Metacritic оценил альбом на 73 балла по 20 отзывам профессиональных рецензентов, что означает «в целом благоприятные отзывы».
Хизер Фарес из AllMusic отметил в рецензии, что «Ещё одна эволюция в том, как Preoccupations привносят поэтическую душевность в пост-панк, New Material оправдывает своё название — это не просто очередная порция песен, это свежий подход, который ощущается как прорыв».

## Список композиций
Вся музыка написана Preoccupations.
| №                   | Название            | Длительность |
| ------------------- | ------------------- | ------------ |
| 1.                  | «Espionage»         | 4:28         |
| 2.                  | «Decompose»         | 4:19         |
| 3.                  | «Disarray»          | 3:49         |
| 4.                  | «Manipulation»      | 3:14         |
| 5.                  | «Antidote»          | 6:01         |
| 6.                  | «Solace»            | 4:32         |
| 7.                  | «Doubt»             | 4:40         |
| 8.                  | «Compliance»        | 5:08         |
| Общая длительность: | Общая длительность: | 36:07        |

## Чарты
| Чарт (2018)                            | Высшая позиция |
| -------------------------------------- | -------------- |
| США (Billboard Independent Albums)     | 22             |
| США (Billboard Top Heatseekers Albums) | 5              |
| США (Billboard Top Tastemaker Albums)  | 12             |
| США (Billboard Vinyl Albums)           | 25             |